# Cangas (vino)
Cangas es una denominación de origen protegida utilizada para designar el vino de calidad de la zona vitícola de Cangas, que abarca  los municipios de Allande, Cangas del Narcea, Degaña, Grandas de Salime, Ibias, Illano, Pesoz y las parroquias del término municipal de Tineo de Arganza, Barca, Genestaza, Merillés, Ponte, Rodical, Santianes, Sorriba y Tuña, situados en la comunidad autónoma del Principado de Asturias, España.
Esta indicación geográfica fue reglamentada en 2001 como Vino de la Tierra y alcanzó el estatus de Vino de Calidad en 2009. Actualmente es una denominación de origen protegida con reconocimiento comunitario

## Variedades de uva
- Variedades recomendadas: Albarín blanco, Albillo, Garnacha tintorera, Mencía, Picapoll y Verdejo Negro.
- Variedades autorizadas: Albarín negro, Carrasquín, Godello, Gewürztraminer, Merlot, Moscatel grano menudo, Pinot noir y Syrah.

## Tipos de vino
- Blancos
- Tintos